# Широкое (Волынская область)
Широ́кое (укр. Широке) — село на Украине, находится в Марьяновской поселковой общине Луцкого района Волынской области.
Население по переписи 2001 года составляет 456 человек. Почтовый индекс — 45744. Телефонный код — 6556.